# Notiohyphantes meridionalis
Notiohyphantes meridionalis är en spindelart som först beskrevs av Albert Tullgren 1901.  Notiohyphantes meridionalis ingår i släktet Notiohyphantes och familjen täckvävarspindlar. Inga underarter finns listade i Catalogue of Life.